# International School of Brussels
La International School of Brussels (ISB) è una scuola internazionale che impartisce insegnamenti in lingua inglese che si trova a Bruxelles. I suoi studenti (circa 1.400 nel 2005), fra i 3 e i 18 anni, provengono da 60 paesi. Fondata nel 1951, la scuola è situata in un campus ampio 162.000 m² a circa 9 chilometri dal centro della città, nel comune di Watermael-Boitsfort.